# Indy Ignite 2025
Questa voce raccoglie le informazioni riguardanti le Indy Ignite nelle competizioni ufficiali della stagione 2024-2025.

## Stagione
Le Indy Ignite partecipano alla stagione 2024-25 senza alcuna denominazione sponsorizzata.
Si classificano al quarto posto nella regular season di PVF, accedendo ai play-off scudetto: in semifinale superano in cinque set le Omaha Supernovas, testa di serie numero 1, prima di essere sconfitte per 3-1 in finale dalle Orlando Valkyries.

## Organigramma societario
Area direttiva
- Presidente: Jim Schumacher, Don Hutchinson
- Team manager: Bailey Schnell

Area tecnica
- Allenatore: George Padjen
- Assistente allenatore: Brett Agne, Isabella Ashburn, John Shondell
- Assistente allenatore volontario: Gregg Weaver, Bruno Amorim
- Preparatore atletico: Braydon Augustinovicz

## Rosa
| N° | Nome                 | Ruolo | Data di nascita   | Nazionalità sportiva |
| -- | -------------------- | ----- | ----------------- | -------------------- |
| 1  | Caitlin Baird        | S     | 1º febbraio 2001  | Stati Uniti          |
| 2  | Sydney Hilley        | P     | 24 luglio 1998    | Stati Uniti          |
| 4  | Chiamaka Nwokolo     | C     | 8 novembre 2000   | Stati Uniti          |
| 5  | Isabel Martin        | S     | 14 dicembre 2000  | Germania             |
| 6  | Kylie Murr           | L     | -                 | Stati Uniti          |
| 7  | Leketor Member-Meneh | S     | 1º giugno 1999    | Stati Uniti          |
| 9  | Elena Scott          | L     | 1º luglio 2003    | Stati Uniti          |
| 11 | Ainise Havili        | P     | 24 aprile 1996    | Stati Uniti          |
| 12 | Caroline Crawford    | C     | 5 marzo 2002      | Stati Uniti          |
| 14 | Anna DeBeer          | S     | 25 settembre 2001 | Stati Uniti          |
| 17 | Blake Mohler         | C     | 30 dicembre 1995  | Stati Uniti          |
| 18 | Carly Skjodt         | S     | 21 giugno 1997    | Stati Uniti          |
| 19 | Azhani Tealer        | O     | 6 gennaio 2001    | Stati Uniti          |
| 20 | Grace Cleveland      | O     | -                 | Stati Uniti          |
| 22 | Lydia Martyn         | C     | -                 | Stati Uniti          |
| 23 | Nina Čajić           | S     | 28 agosto 2001    | Serbia               |
| 26 | Nnedi Okammor        | C     | -                 | Stati Uniti          |

      Practice squad
      Riserva infortunata

## Mercato
| Acquisti                               | Acquisti             | Acquisti           | Acquisti   |
| R.                                     | Nome                 | da                 | Modalità   |
| -------------------------------------- | -------------------- | ------------------ | ---------- |
| S                                      | Nina Čajić           | Tennessee          | definitivo |
| O                                      | Grace Cleveland      | Atlanta Vibe       | definitivo |
| C                                      | Caroline Crawford    | Wisconsin          | definitivo |
| S                                      | Anna DeBeer          | Louisville         | definitivo |
| P                                      | Ainise Havili        | Vegas Thrill       | definitivo |
| P                                      | Sydney Hilley        | Athletes Unlimited | definitivo |
| S                                      | Isabel Martin        | Florida            | definitivo |
| C                                      | Lydia Martyn         | Oklahoma           | definitivo |
| S                                      | Leketor Member-Meneh | Athletes Unlimited | definitivo |
| C                                      | Blake Mohler         | -                  | definitivo |
| L                                      | Kylie Murr           | Vegas Thrill       | definitivo |
| C                                      | Chiamaka Nwokolo     | -                  | definitivo |
| C                                      | Nnedi Okammor        | Southern Methodist | definitivo |
| L                                      | Elena Scott          | Louisville         | definitivo |
| S                                      | Carly Skjodt         | Orlando Valkyries  | definitivo |
| O                                      | Azhani Tealer        | Orlando Valkyries  | definitivo |
| Trasferimenti nel corso della stagione |                      |                    |            |
| S                                      | Caitlin Baird        | Bahçelievler       | definitivo |

| Cessioni | Cessioni         | Cessioni   | Cessioni   |
| R. | Nome             | a          | Modalità   |
| --- | ---------------- | ---------- | ---------- |
| Non sono avvenuti movimenti di mercato in uscita prima dell'annata perché la società non era attiva nella stagione precedente |                  |            |            |
| Trasferimenti nel corso della stagione                                                                                        |                  |            |            |
| C | Chiamaka Nwokolo | LOVB Omaha | definitivo |

## Risultati

### PVF

#### Regular season
| 11 gennaio 2025 Fishers Event Center, Fishers     | Indy Ignite       | 3 - 1 | Orlando Valkyries | 13-25, 25-19, 25-17, 25-21        |
| 16 gennaio 2025 Fishers Event Center, Fishers     | Indy Ignite       | 3 - 0 | Grand Rapids Rise | 25-18, 28-26, 25-16               |
| 18 gennaio 2025 Nationwide Arena, Columbus        | Columbus Fury     | 2 - 3 | Indy Ignite       | 18-25, 30-32, 25-19, 25-22, 11-15 |
| 24 gennaio 2025 Viejas Arena, San Diego           | San Diego Mojo    | 3 - 1 | Indy Ignite       | 18-25, 25-17, 30-28, 25-19        |
| 31 gennaio 2025 Lee's Family Forum, Henderson     | Vegas Thrill      | 3 - 2 | Indy Ignite       | 18-25, 21-25, 25-22, 25-12, 15-9  |
| 2 febbraio 2025 Fishers Event Center, Fishers     | Indy Ignite       | 3 - 0 | Columbus Fury     | 25-20, 25-20, 25-17               |
| 6 febbraio 2025 Fishers Event Center, Fishers     | Indy Ignite       | 0 - 3 | Omaha Supernovas  | 23-25, 23-25, 22-25               |
| 8 febbraio 2025 Addition Financial Arena, Orlando | Orlando Valkyries | 1 - 3 | Indy Ignite       | 26-28, 25-19, 25-21, 25-20        |
| 13 febbraio 2025 Fishers Event Center, Fishers    | Indy Ignite       | 3 - 1 | San Diego Mojo    | 25-21, 25-14, 18-25, 25-15        |
| 16 febbraio 2025 Gas South Arena, Duluth          | Atlanta Vibe      | 3 - 2 | Indy Ignite       | 28-30, 25-19, 25-18, 22-25, 15-13 |
| 2 febbraio 2025 Fishers Event Center, Fishers     | Indy Ignite       | 3 - 1 | Atlanta Vibe      | 16-25, 25-20, 25-11, 25-20        |
| 27 febbraio 2025 Fishers Event Center, Fishers    | Vegas Thrill      | 1 - 3 | Indy Ignite       | 23-25, 25-14, 18-25, 16-25        |
| 2 marzo 2025 CHI Health Center Omaha, Omaha       | Omaha Supernovas  | 3 - 0 | Indy Ignite       | 25-19, 25-23, 27-25               |
| 5 marzo 2025 Lee's Family Forum, Henderson        | Vegas Thrill      | 1 - 3 | Indy Ignite       | 19-25, 25-19, 16-25, 19-25        |
| 9 marzo 2025 Gas South Arena, Duluth              | Atlanta Vibe      | 3 - 1 | Indy Ignite       | 25-23, 28-26, 22-25, 33-31        |
| 13 marzo 2025 Fishers Event Center, Fishers       | Indy Ignite       | 2 - 3 | Omaha Supernovas  | 25-21, 25-18, 20-25, 23-25, 13-15 |
| 15 marzo 2025 Van Andel Arena, Grand Rapids       | Grand Rapids Rise | 1 - 3 | Indy Ignite       | 25-22, 20-25, 19-25, 22-25        |
| 2 marzo 2025 Fishers Event Center, Fishers        | Indy Ignite       | 3 - 2 | Columbus Fury     | 25-21, 25-16, 26-28, 24-26, 15-13 |
| 22 marzo 2025 CHI Health Center Omaha, Omaha      | Omaha Supernovas  | 0 - 3 | Indy Ignite       | 23-25, 23-25, 21-25               |
| 3 marzo 2025 Addition Financial Arena, Orlando    | Orlando Valkyries | 2 - 3 | Indy Ignite       | 21-25, 25-20, 25-21, 15-25, 11-15 |
| 5 aprile 2025 Nationwide Arena, Columbus          | Columbus Fury     | 3 - 1 | Indy Ignite       | 25-21, 25-20, 21-25, 25-23        |
| 12 aprile 2025 Fishers Event Center, Fishers      | Indy Ignite       | 2 - 3 | Grand Rapids Rise | 17-25, 25-22, 25-21, 18-25, 11-15 |
| 17 aprile 2025 Fishers Event Center, Fishers      | Indy Ignite       | 2 - 3 | Vegas Thrill      | 25-16, 25-27, 16-25, 31-29, 12-15 |
| 19 aprile 2025 Van Andel Arena, Grand Rapids      | Grand Rapids Rise | 3 - 1 | Indy Ignite       | 25-27, 25-21, 25-18, 25-22        |
| 25 aprile 2025 Fishers Event Center, Fishers      | Indy Ignite       | 1 - 3 | Orlando Valkyries | 25-22, 16-25, 24-26, 26-28        |
| 27 aprile 2025 Fishers Event Center, Fishers      | Indy Ignite       | 3 - 1 | San Diego Mojo    | 25-22, 25-19, 20-25, 25-23        |
| 1º maggio 2025 Fishers Event Center, Fishers      | Indy Ignite       | 2 - 3 | Atlanta Vibe      | 28-26, 25-21, 21-25, 21-25, 10-15 |
| 3 maggio 2025 Viejas Arena, San Diego             | San Diego Mojo    | 3 - 1 | Indy Ignite       | 22-25, 25-18, 25-19, 25-19        |

#### Play-off scudetto
| Semifinale - 9 maggio 2025 Lee's Family Forum, Henderson | Omaha Supernovas  | 2 - 3 | Indy Ignite | 17-25, 25-23, 25-23, 20-25, 13-15 |
| Finale - 11 maggio 2025 Lee's Family Forum, Henderson    | Orlando Valkyries | 3 - 1 | Indy Ignite | 25-21, 25-19, 19-25, 25-15        |

## Statistiche

### Statistiche di squadra
| Competizione | Punti | In casa | In casa | In casa | In trasferta | In trasferta | In trasferta | Totale | Totale | Totale |
| Competizione | Punti | G       | V       | P       | G            | V            | P            | G      | V      | P      |
| ------------ | ----- | ------- | ------- | ------- | ------------ | ------------ | ------------ | ------ | ------ | ------ |
| PVF          | 42    | 14      | 8       | 6       | 14           | 5            | 9            | 30     | 14     | 16     |
| Totale       | -     | 14      | 8       | 6       | 14           | 5            | 9            | 30     | 14     | 16     |

### Statistiche dei giocatori
| Giocatrice      | PVF | PVF | PVF | PVF | PVF | Totale | Totale | Totale | Totale | Totale |
| Giocatrice      | P   | PT  | AV  | MV  | BV  | P      | PT     | AV     | MV     | BV     |
| --------------- | --- | --- | --- | --- | --- | ------ | ------ | ------ | ------ | ------ |
| C. Baird        | 10  | 137 | 115 | 19  | 3   | 10     | 137    | 115    | 19     | 3      |
| N. Čajić        | 20  | 276 | 245 | 16  | 15  | 20     | 276    | 245    | 16     | 15     |
| G. Cleveland    | 11  | 24  | 16  | 8   | 0   | 11     | 24     | 16     | 8      | 0      |
| C. Crawford     | 27  | 215 | 143 | 57  | 15  | 27     | 215    | 143    | 57     | 15     |
| A. DeBeer       | 18  | 192 | 166 | 19  | 7   | 18     | 192    | 166    | 19     | 7      |
| A. Havili       | 15  | 4   | 3   | 0   | 1   | 15     | 4      | 3      | 0      | 1      |
| S. Hilley       | 30  | 109 | 52  | 15  | 42  | 30     | 109    | 52     | 15     | 42     |
| I. Martin       | 15  | 30  | 23  | 3   | 4   | 15     | 30     | 23     | 3      | 4      |
| L. Martyn       | 21  | 231 | 180 | 39  | 12  | 21     | 231    | 180    | 39     | 12     |
| L. Member-Meneh | 12  | 204 | 184 | 11  | 9   | 12     | 204    | 184    | 11     | 9      |
| B. Mohler       | 13  | 72  | 59  | 12  | 1   | 13     | 72     | 59     | 12     | 1      |
| K. Murr         | 30  | 2   | 1   | 0   | 1   | 30     | 2      | 1      | 0      | 1      |
| C. Nwokolo      | 0   | 0   | 0   | 0   | 0   | 0      | 0      | 0      | 0      | 0      |
| N. Okammor      | 4   | 29  | 19  | 10  | 0   | 4      | 29     | 19     | 10     | 0      |
| E. Scott        | 30  | 0   | 0   | 0   | 0   | 30     | 0      | 0      | 0      | 0      |
| C. Skjodt       | 28  | 107 | 96  | 7   | 4   | 28     | 107    | 96     | 7      | 4      |
| A. Tealer       | 30  | 492 | 411 | 66  | 15  | 30     | 492    | 411    | 66     | 15     |

P = presenze; PT = punti totali; AV = attacchi vincenti; MV = muri vincenti; BV = battute vincenti